# Maltrata (kommun)
Maltrata är en kommun i Mexiko.   Den ligger i delstaten Veracruz, i den sydöstra delen av landet, 210 km öster om huvudstaden Mexico City.
Följande samhällen finns i Maltrata:
- Maltrata
- San José Súchil
- El Mirador Agua Rosa
- Heriberto Jara Corona
- Guadalupe Magueyes
- Nuevo Magueyes
- Carlos Salinas de Gortari
- Rodolfo Lozada Vallejo
- La Estancia
- Agua Cercada
- Adolfo López Mateos